# Aeródromo de Baradero
El Aeródromo de Baradero es un aeropuerto ubicado 1,5 km al sudeste de la ciudad de Baradero, Provincia de Buenos Aires, Argentina.